# Michael Sack
Michael Sack (ur. 9 sierpnia 1973 w Demmin) – niemiecki polityk i samorządowiec, od 2018 roku starosta powiatu Vorpommern-Greifswald. W latach 2010–2018 burmistrz Loitz.
W latach 2021–2022 był przewodniczącym Unii Chrześcijańsko-Demokratycznej w Meklemburgii-Pomorzu Przednim, a w 2021 roku liderem CDU w wyborach do landtagu.

## Życiorys
Pracował jako kreślarz w Neubrandenburgu. Jest absolwentem szkoły w Loitz. Ukończył studia z zakresu inżynierii budownictwa na Uniwersytecie Bauhaus w Weimarze. Po studiach rozpoczął przygotowanie do zawodu nauczyciela pracując w szkole zawodowej w Erfurcie, odbył także staż nauczycielski prowadząc technologię budowlaną i matematykę w szkole zawodowej w Greifswaldzie. Następnie pracował w prywatnej szkole.

### Działalność polityczna

#### Burmistrz Loitz
Dołączył do Unii Chrześcijańsko-Demokratycznej (CDU). W wyborach w 2010 roku został wybrany burmistrzem Loitz. Po reformie samorządowej w 2011 roku, został także powołany na funkcję przewodniczącego rady powiatu Vorpommern-Greifswald. W wyborach samorządowych w 2017 roku uzyskał reelekcję jako burmistrz Loitz otrzymując 1765 głosów (94,09%).

#### Starosta powiatu Vorpommern-Greifswald
W wyborach samorządowych w 2018 roku był kandydatem CDU na urząd starosty powiatu Vorpommern-Greifswald. W pierwszej turze wyborów zajął pierwsze miejsce z wynikiem 26 675 głosów (41,50%). W drugiej turze zwyciężył z kandydatem AfD Axelem Geroldem, uzyskał 38 844 głosy (79,50%). 24 października tego samego roku objął urząd, zastąpił na tej funkcji dr Barbarę Syrbę.
W czerwcu 2020 roku, po wycofaniu się z kandydowania Philippe Amthora na funkcję przewodniczącego CDU w kraju związkowym Meklemburgia-Pomorze Przednie, ogłoszono, że Sack wystartuje w jego miejsce. W sierpniu tego samego roku podczas wyborów wewnątrz CDU otrzymał 94,80% głosów za swoją kandydaturą, tym samym zostając nowym przewodniczącym partii. Ogłosił także swój start jako kandydata na urząd premiera w wyborach do landtagu. Po wyborach parlamentarnych w Meklemburgii-Pomorzu Przednim w 2021 roku, gdy CDU uzyskało zaledwie 13% głosów, Sack zrezygnował z objęcia mandatu deputowanego do landtagu oraz z funkcji przewodniczącego partii.
W wyborach powiatowych w 2025 roku uzyskał reelekcję jako starosta, w drugiej turze pokonał kandydatkę AfD Inken Arndt uzyskując 61,4% głosów.